# Барон Банбери Сотемский
Барон Банбери Сотемский в графстве Уорикшир — наследственный титул в системе Пэрства Соединённого королевства. Он был создан 12 января 1924 года для британского бизнесмена и консервативного политика, сэра Фредерика Банбери, 1-го баронета (1850—1936). Он был главой брокеридж «Frederick Banbury and Sons», а также представлял в Палате общин Великобритании Пекхэм (1892—1906) и Лондон (1906—1924). 6 января 1902 года для него был создан титул баронета из Сотема в графстве Уорикшир.
По состоянию на 2023 год носителем баронского титула является его правнук, Чарльз Уильям Банбери, 3-й барон Банбери Сотемский (род. 1953), который стал преемником своего отца в 1981 году.

## Бароны Банбери (1924)
- 1924—1936: Фредерик Джордж Банбери, 1-й барон Банбери из Сотема (2 декабря 1850 — 13 августа 1936), старший сын Фредерика Банбери (1827—1890) и Сесили Лауры Кокс (ум. 1904)[1];
  - капитан Чарльз Уильям Банбери (11 февраля 1877 — 16 сентября 1914), единственный сын предыдущего и Элизабет Розы Бейл (ум. 1930)[2];
- 1936—1981: Чарльз Уильям Банбери, 2-й барон Банбери из Сотема (18 мая 1915 — 29 апреля 1981), единственный сын предыдущего и Жозефины Маргариты Решак и Гисберт (ум. 1971)[3];
- 1981 — н. в.: Чарльз Уильям Банбери, 3-й барон Банбери из Сотема (род. 29 июля 1953), единственный сын предыдущего и Хильды Рут Карр[4].

Нет наследника баронского титула.